# Atlipozonia
Atlipozonia är en ort i Mexiko.   Den ligger i kommunen Tezonapa och delstaten Veracruz, i den sydöstra delen av landet, 270 km öster om huvudstaden Mexico City. Atlipozonia ligger 98 meter över havet och antalet invånare är 226.
Terrängen runt Atlipozonia är varierad. Runt Atlipozonia är det ganska tätbefolkat, med 58 invånare per kvadratkilometer. Närmaste större samhälle är Acatlán de Pérez Figueroa, 19,9 km nordost om Atlipozonia. I omgivningarna runt Atlipozonia växer i huvudsak städsegrön lövskog.